# Ronco Scrivia
Ronco Scrivia là một đô thị ở tỉnh Genova thuộc vùng Liguria, nằm ở vị trí cách khoảng 20 km về phía bắc của Genova. Tại thời điểm ngày 31 tháng 12 năm 2004, đô thị này có dân số 4.380 người và diện tích là 30,5 km².
Đô thị Ronco Scrivia có các frazioni (đơn vị cấp dưới, chủ yếu là thôn làng) Borgo Fornari, Panigasse, Banchetta, và Pietrafraccia.
Ronco Scrivia giáp các đô thị sau: Busalla, Fraconalto, Isola del Cantone, Voltaggio.